# Secondo viaggio di Cristoforo Colombo
Segue il dettaglio del secondo viaggio di Cristoforo Colombo

## Antefatti
Alessandro VI Borgia, fra il maggio ed il settembre del 1493, emanò cinque bolle papali per la divisione degli spazi dell'oceano fra Portogallo e Spagna stabilendo inizialmente il limite dei possedimenti portoghesi a 100 leghe oltre le Azzorre; le proteste trovarono in parte riscontro il 26 settembre 1493, nella bolla papale, Dudum siquidem, e si giunse infine nel Trattato di Tordesillas. Juan de Fonseca, arcidiacono di Siviglia organizzò la spedizione con l'aiuto di Francisco Pinello e Juan de Sorìa.

## Il viaggio
L'ammiraglio Colombo salpò per il suo secondo viaggio da Cadice il 25 settembre 1493 con 17 navi, fra cui la Niña ora denominata Santa Clara, con un equipaggio di circa 1700 uomini, tra i quali vi erano il figlio Diego, il fratello Giacomo e il padre di Las Casas. I documenti relativi al viaggio provengono dalle memorie di Diego Alvarez Chanca e di Michele da Cuneo. Il diario di bordo andò perduto. Colombo salì al comando della nuova nave ammiraglia: Santa Maria, denominata in seguito Mariagalante.
In sette giorni giunse alle isole Canarie. Approdarono a Gomera come nel primo viaggio e ne ripartirono il 13 ottobre 1493. La rotta scelta da Colombo era più a sud rispetto al primo viaggio. Dopo 21 giorni di viaggio, il 3 novembre 1493 la flotta raggiunse Dominica, chiamata in tal modo perché la raggiunse nel giorno di domenica. Veleggiò tra le Piccole e le Grandi Antille, contò 46 isole compresa Santa Cruz, dove perse uno dei suoi uomini, il primo morto nei viaggi.
Il 19 novembre 1493 arrivarono a Porto Rico ed il 23 giunsero nella baia di Samanà. Colombo tornò ad Hispaniola, dove scoprì che gli uomini dell'equipaggio che aveva lasciato a La Navidad erano stati uccisi.
Dopo aver fondato un nuovo avamposto, La Isabela, sorta sulle rive del fiume Rio Bahonito, nei primi giorni dell'anno 1494, il 5 gennaio 1494, organizzò una spedizione guidata da Alonso de Ojeda al comando di una ventina di uomini. Colombo scrisse ai reali di Spagna promettendo a breve molto oro. Le condizioni del luogo e il cibo indigesto fecero ammalare centinaia di uomini entro la fine del mese. L'ammiraglio preoccupato fece partire Antonio de Torres con dodici navi verso la Spagna, cariche di pochissimo oro, il 2 febbraio 1494, con la richiesta di ritornare con poche navi cariche di medicinali e viveri freschi.
Colombo trascorse alcuni mesi nell'esplorazione dell'entroterra alla ricerca di oro, e creò un nuovo forte, San Tomàs.
Dopo aver raccolto oro per circa duemila castellani gli indigeni fuggirono venendo a sapere dell'imminente arrivo di Canabò, e decise quindi di partire dopo aver nominato un consiglio di reggenza dell'isola. Il 24 aprile 1494 lasciò l'isola ed il 30 aprile 1494 giunse a Cuba, raggiunse Puerto Grande, in seguito la baia di Guantánamo, il 3 maggio 1494, Cabo de Cruz e pochi giorni dopo arrivò in Giamaica. Continuò a navigare fra centinaia di isole, in quelle acque la Niña rimase in secca per diverso tempo nel fango.
Colombo si chiedeva se quelle fossero isole o parte di un continente, ma gli indigeni pensavano che tutto il mondo fosse composto da piccole isole. Alla fine l'ammiraglio si convinse infine che Cuba fosse un continente. Il 12 giugno 1494 si trovò di fronte all'isola di San Giovanni evangelista, a 100 miglia dalla fine dell'isola. Colombo fece firmare ad ognuno dei componenti delle caravelle un giuramento con il quale si affermava che si era giunti nelle Indie, nel continente. Colombo si ammalò, quando tornò a Isabela il 29 settembre 1494. Intanto era giunto con tre caravelle suo fratello Bartolomeo, giusto in tempo per essere nominato dal fratello, incapace al momento, adelantado della colonia, ovvero delegò ogni potere a lui. Gli spagnoli non furono contenti di tale gesto: Margarit con padre Buyl al seguito, decisero di ammutinarsi e prendere le tre caravelle di Bartolomeo per tornare in Europa, e molti li seguirono. Nel 1495 tornò de Torres con navi e i viveri promessi. Iniziarono delle battaglie con gli indigeni, che videro alla fine la vittoria spagnola. Colombo inviò in Europa 500 schiavi con de Torres. Colombo impose una tassa ai nativi, che non poterono pagare, scegliendo di rifugiarsi sui monti.
Nell'ottobre del 1495 Giunse Juan Aguardo, inviato dai reali spagnoli, maggiordomo di corte. Il suo compito consisteva nell'osservare ed informarsi, registrando le testimonianze dei coloni. Colombo decise quindi di ritornare in Europa, ma prima della partenza un violento uragano si abbatté su Isabela distruggendo tutte le caravelle, tranne la Niña, insufficiente per tornare con tutti gli uomini rimasti. Colombo fece costruire un'altra caravella, pronta nel marzo del 1496, a cui venne dato il nome di India. Duecento uomini salirono su quelle navi a cui si aggiunsero trenta schiavi fra cui Canabò, catturato in precedenza, che morì durante il viaggio. Partirono il 10 marzo del 1496 e giunsero l'11 giugno del 1496 a Cadice.

### Fonti primarie
- Nicola Scillacio, Delle isole del Mare Meridionale e Indiano recentemente scoperte, 1494/1497.
- Ramón Pané, Relazione sulle antichità degli indiani, 1498.